# Robby Soekatma
Robby Soekatma (24 november 1964 - 17 oktober 2020) was een Surinaams zanger en songwriter. Hij is meermaals onderscheiden en wordt wel de meest productieve artiest in de Surinaamse pop-Jawa genoemd.

## Biografie
Soekatma is afkomstig uit Koewarasan in het district Wanica. Hij was een broer van Oesje Soekatma, die naar Nederland vertrok en daar een muziekcarrière opbouwde. Soekatma's carrière ging van start nadat hij op zestienjarige leeftijd het Pop Jawa Festival won.
Hij speelde in verschillende bands. Hij was oprichter van The New Occasions en maakte daarna deel uit van onder meer de Jacob Houseband en Spang Makandra. Met Jenifer Tordjo en Ristie Pawiroredjo was hij een van de drie leadzangers van Final Step.
Als laatste speelde hij voor in zijn eigen band Champuran, waaraan ook zijn vrouw en zangeres Monique Wongsowidjojo deelnam. Hij schreef muziek voor zichzelf en voor andere artiesten en bands. Sinds de jaren negentig had hij hits als Boen libi, Kangen, Tjipeer en Bribi mi. Hij stond bekend om zijn warme en zwoele stem en kreeg van een omroeper de bijnaam The man with the golden voice.
Hij trad vooral op in Suriname, waaronder in de Anthony Nesty Sporthal, en ging daarnaast verschillende malen naar Nederland, zoals voor optredens in de Tempel van de Pop-Jawa-muziek in Zoetermeer. Tijdens het eerste SuJawa Galaconcert in 2018 werd een tribuut gegeven, voor hem, Eduard Kasimoen en Tresnan Ralim, en werd hem een plaquette uitgereikt voor zijn bijdrage aan de pop-Jawa. Hij bracht minstens zeventien albums uit en is volgens De Ware Tijd de meest productieve pop-Jawa-artiest geweest. Soekatma was mede-oprichter en een tijd lang bestuurslid van de Stichting ter bevordering van de Jawa Muziek in Suriname.
Zijn band Champuran kende een geleidelijk einde. Hij was een gelovig mens en aan zijn vrouw vertelde hij dat hij zich op den duur op gospelmuziek wilde gaan richten. Hiervan is het niet meer gekomen. In de ochtend van 17 oktober 2020 overleed hij na een kort ziekbed. Hij is 55 jaar oud geworden.